# Adriaen Valéry
Adriaen Valéry, latinisiert Adrianus Valerius, auch Adriaan Valerius (* um 1570 oder 1575 in Middelburg; † 27. Januar 1625 in Veere, Provinz Zeeland), war ein niederländischer Dichter und Sammler von Geusenliedern.

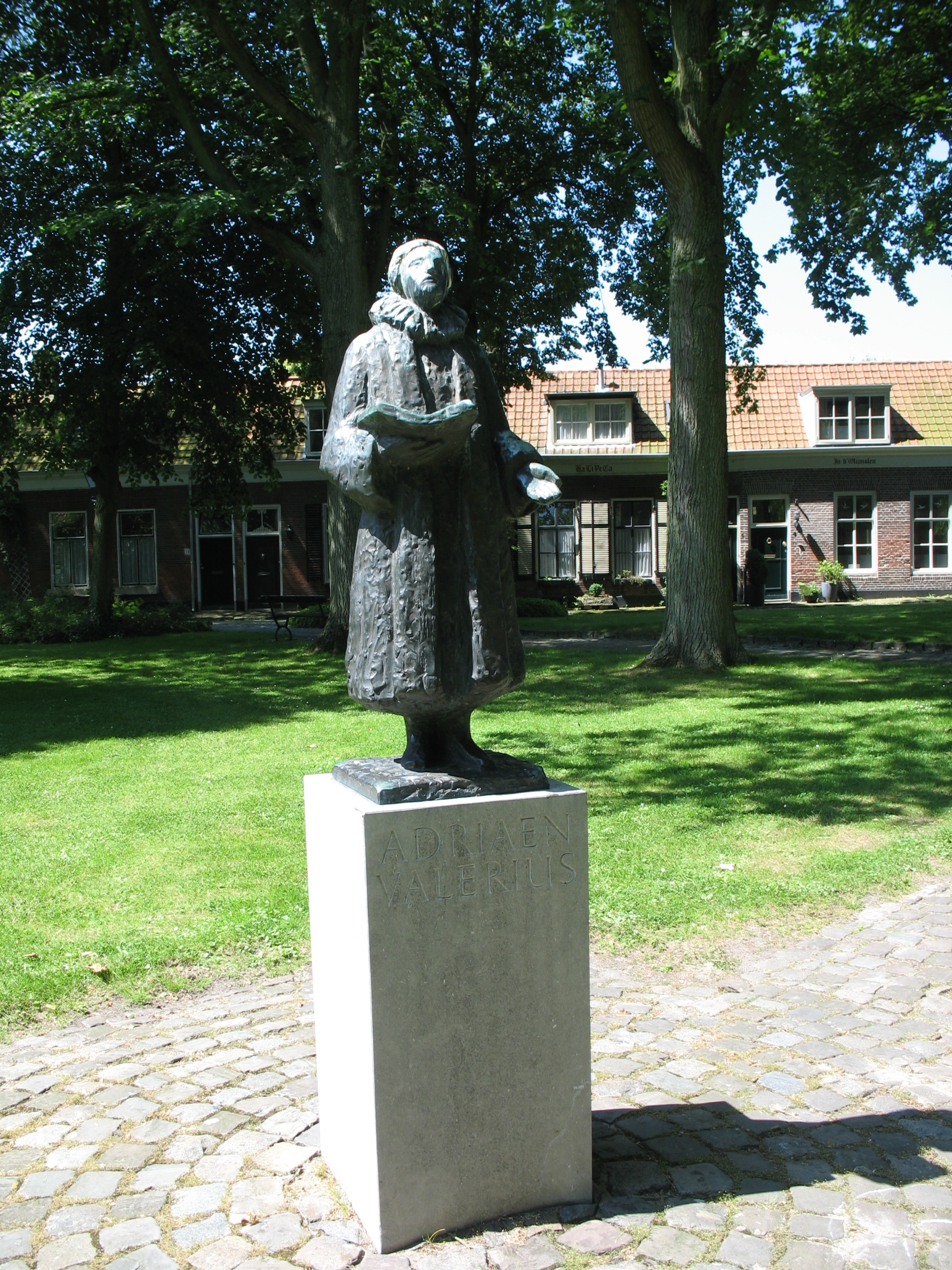
Bronzestandbild von Adriaen Valerius in Veere

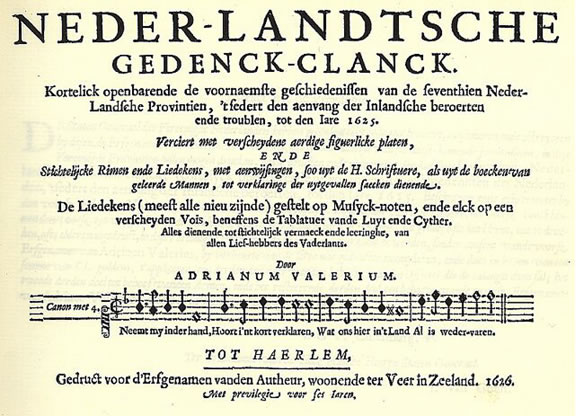
Adriaen Valerius, Neder-Landtsche Gedenck-Clanck, herausgegeben in Haarlem 1626

## Leben
Valerius, der aus einer ursprünglich französischen Familie stammte, war im Hauptberuf Notar und später Bürgermeister von Veere. Bekannt wurde er jedoch als Dichter von geistlichen und patriotischen Liedern. Seit 1598 war er Mitglied der Rederijkerskamer Missus Scholieren in Veere, einer Vereinigung von Rednern und Dichtern; 1617 wurde er Oberdekan der Kammer. Er beteiligte sich an der Zeeusche Nachtegael, einer 1623 erschienenen Gedichtesammlung seeländischer Dichter.
Im Jahr nach seinem Tod, 1626, wurde in Haarlem eine Anzahl seiner Lieder zusammen mit einigen älteren Geusenliedern unter dem Titel Neder-Landtsche Gedenck-Clanck („Niederländische Gedenk-Klänge“) herausgegeben. Die Sammlung sollte die Erinnerung an den Widerstand der Geusen gegen die Spanier wachhalten (Achtzigjähriger Krieg, 1568–1648). Sie hat eine deutlich antispanische und antikatholische Tendenz. Enthalten sind 79 einstimmige Lieder mit Lautenbegleitung bzw. für die vierchörige Cither mit der Stimmung a-g-d'-e' (in französischer Tabulatur) und erläuternden historischen Anmerkungen. Die Sammlung, die auch den Wilhelmus und Merck toch hoe sterck enthält, geriet jedoch bald in Vergessenheit, bis sie im Laufe des 19. Jahrhunderts und im Zuge des sich verstärkenden Nationalismus wiederentdeckt wurde.
Im „Inhaltsverzeichnis“ stehen nicht die Liedanfänge oder Titel, sondern die zugrundeliegenden Melodien („Tafel van de Stemmen ofte Voysen in desen Boeck begrepen“ – Tabelle der Stimmen der in diesem Buch enthaltenen Weisen). Den Werken als solchen wird kein Titel gegeben; zu Beginn wird jeweils auf die zugrundeliegende Melodie hingewiesen („(Op de) Stem“ – (Auf der) Stimme). Dies findet sich auch in späteren Ausgaben.

## Wiederveröffentlichungen und Bearbeitungen
Im Jahre 1871 wurden 19 Stücke von Abraham Dirk Loman als Klavierbegleitung in moderner Notenschrift gesetzt und mit Erklärungen versehen als Oud-Nederlandsche Liederen uit den „Nederlandtschen Gedenck-clanck“ („Alt-Niederländische Lieder aus den ›Niederländischen Gedenk-Klängen‹“) von der Maatschappy tot bevordering der Toonkunst („Gesellschaft zur Förderung der Tonkunst“) und der Vereeniging voor Noord-Nederlands Muziekgeschiedenis („Vereinigung für Nord-Niederländische Musikgeschichte“) herausgegeben. Angehängt war auch eine verkürzte deutsche Übersetzung der Erklärungen. In einer zweiten Auflage von 1893 ohne große Erklärungen, nur mit einem längeren Vorwort, waren es 28 Stücke. Unabhängig davon brachte Eduard Kremser 1877 eine musikalische Bearbeitung mit recht frei übertragenen deutschen Texten von Josef Weyl als Sechs Altniederländische Volkslieder heraus. Aus dieser Sammlung entwickelte Wilt heden nu treden als „(Alt)niederländisches Dankgebet“ (Wir treten zum Beten) in Deutschland eine eigene Wirkungsgeschichte und mit englischem Text von Theodore Baker als We gather together eine andere in den Vereinigten Staaten.

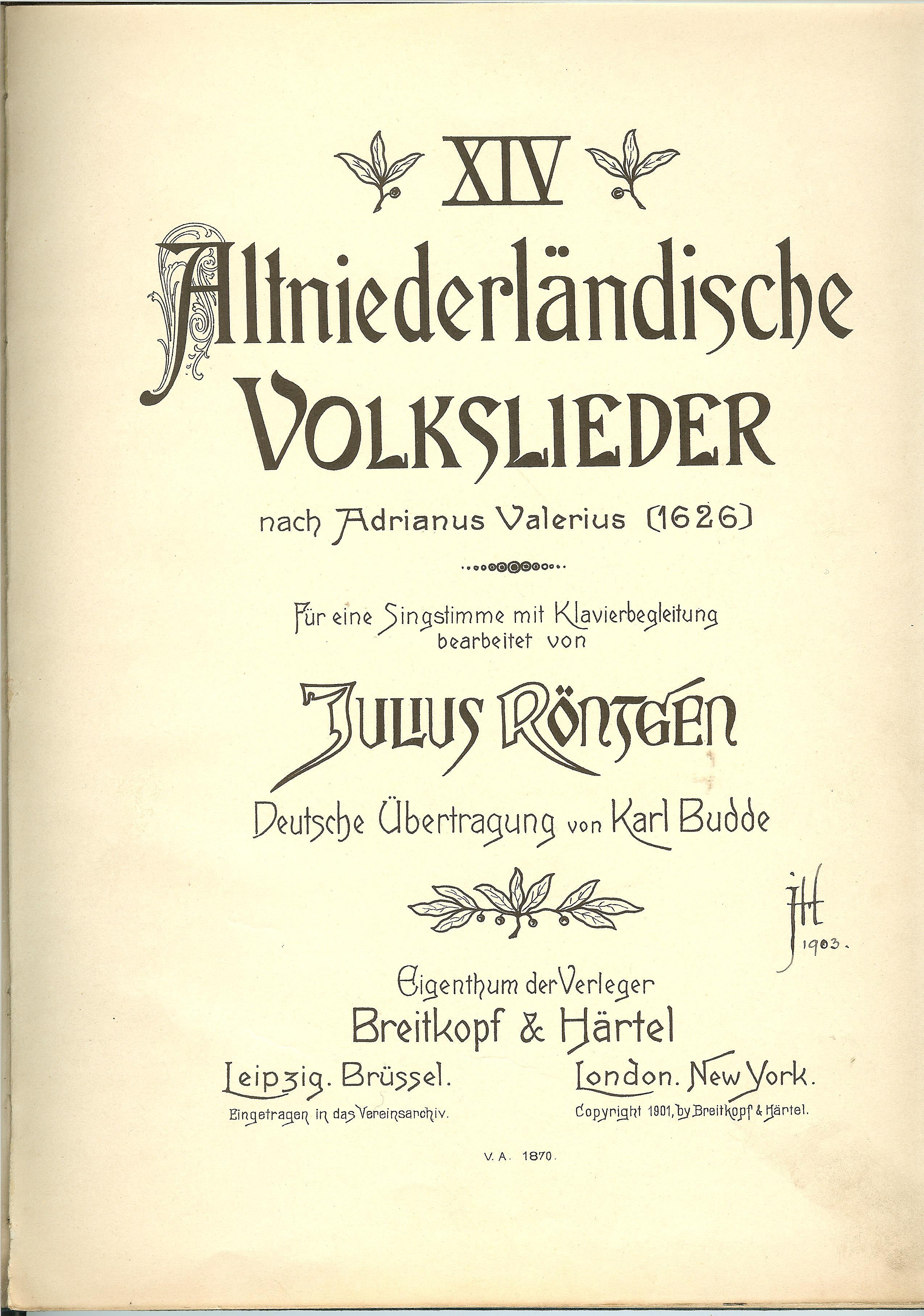
Titelblatt der Bearbeitungen von Julius Röntgen und Karl Budde, 1901

Im Jahre 1901 veröffentlichte Karl Budde in einer Artikelserie in der Zeitschrift Die Christliche Welt eine reine Übersetzung der niederländischen Texte. Im selben Jahr veröffentlichte er zusammen einer musikalischen Bearbeitung des damals in Amsterdam lebenden Julius Röntgen unter dem Titel XIV Altniederländische Volkslieder neue deutsche Liedtexte, die sich an seiner Übersetzung orientierten. Die Zeile „Wir treten zum Beten“ im jetzt als Siegesfeier betitelten Lied (Dankgebet wird ein anderes Werk genannt) übernahm er von Weyl, weil sie sich schon fest eingebürgert hatte. Sonst gibt es von ihm Kritik an Weyls freier Übertragung, aber Lob für den gekonnt zusammengestellten Sechser-Zyklus. Budde selbst wird für seinen holprigen Text kritisiert, und er kann sich nicht wirklich durchsetzen.